# Roy Kift

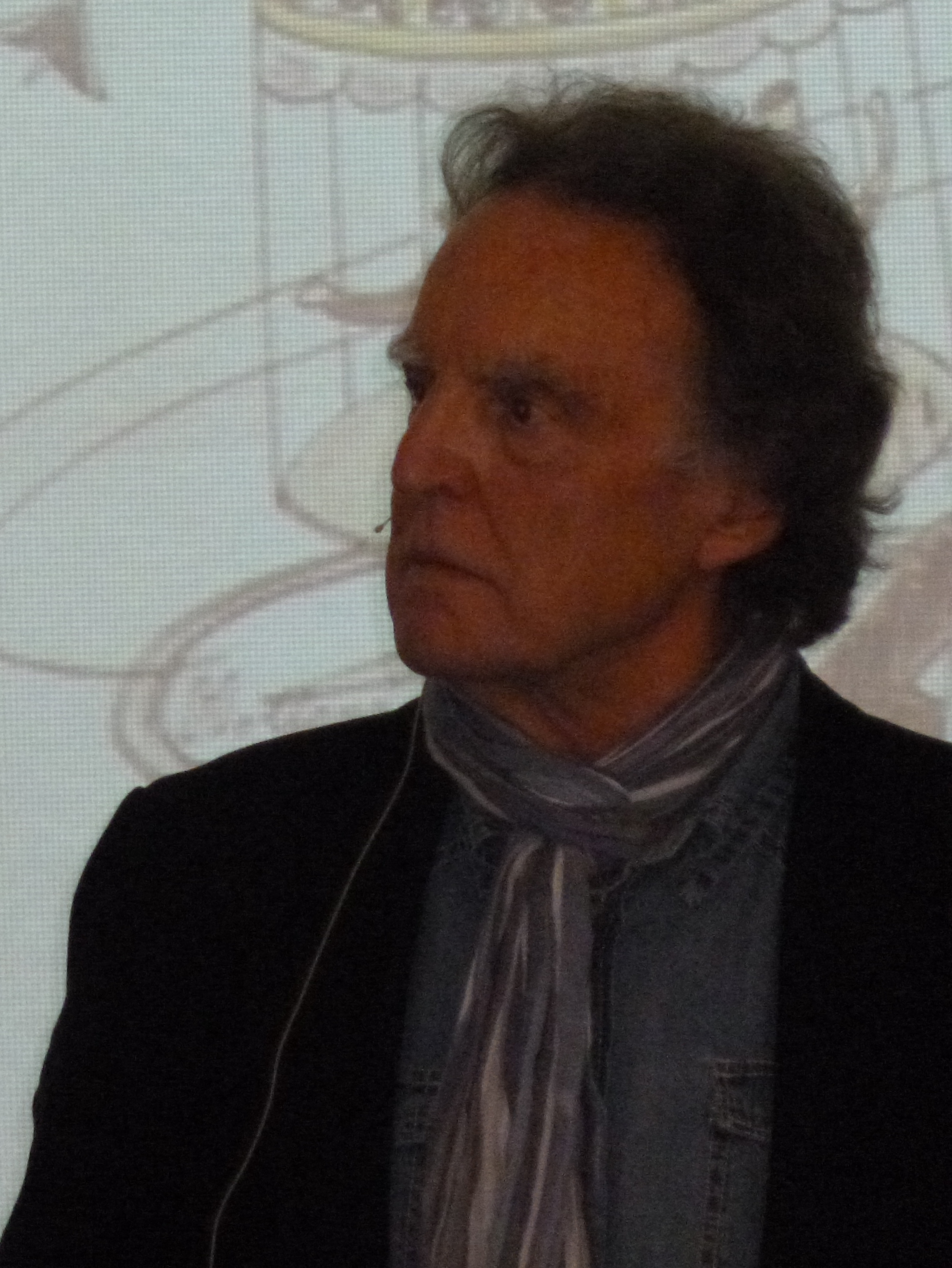
Roy Kift, 2014

Roy Kift (* 30. Januar 1943 in Bideford, Devon) ist ein britischer Schriftsteller.

## Leben
Kift hat an der University of Wales in Aberystwyth Romanistik studiert; er schloss das Studium 1964 mit dem akademischen Grad B.A. ab. 1965 bis 1968 absolvierte er eine Schauspielausbildung am Drama Centre London. Danach war er als Schauspieler in Sheffield, Newcastle, London und Amsterdam tätig. Seit 1970 ist er hauptberuflich Schriftsteller und Übersetzer. Er ist Verfasser von Theaterstücken, Sachbüchern und Kinderbüchern und übersetzt Theaterstücke, Sachbücher, wissenschaftliche Bücher im Bereich Sozial- und Kulturgeschichte sowie Ausstellungskataloge aus dem Deutschen, Französischen und Italienischen ins Englische.
Bis 2014 war Roy Kift mit Dagmar Kift, einer promovierten Historikerin, verheiratet. Zusammen haben sie zwei Töchter.
Seit 2021 lebt er wieder in Berlin.

## Ehrungen und Auszeichnungen
- 1962: 1. Preis der University of Wales in der Playwrite Competition von Eisteddfod
- 1974: Thames Television Theatre Prize für das Theaterstück Downers
- 1981: 1. Preis der Bundesarbeitsgemeinschaft „Hilfe für Behinderte“ für das Theaterstück Stärker als Superman
- 1984: Förderpreis des Württembergischen Staatstheaters in Stuttgart für das Opernlibretto Joy
- 1985: Literarisches Stipendium der Stadt Berlin
- 1987: Hörspiel des Jahres für Gemälde einer Schlacht von Howard Barker (Radio Bremen/SWF/RIAS Berlin, Regie: Roy Kift)
- 2013: 1. Preis XXIV Internationale Theaterfestival "Bez Granic" (Polen/Tschechien) für Camp Comedy

## Werke (Auswahl)

### Theaterstücke
- And Betty Martin… (1962)
- The Continuing Tale of the Supermale (1968, Uraufführung Sheffield Playhouse 1970)
- Mary Mary (1970, Uraufführung am Theatre Upstairs, Royal Court Theatre, London)
- Genesis (1971, Uraufführung am Freehold Theatre, London)
- Downers (1974, Uraufführung Bradford University)
- The Complete Whole Earth Catalogue (1976, Uraufführung Donmar Theatre, London)
- Smile for Jesus and the Cameraman (1976, Uraufführung ICA, London)
- Cakewalk (1976, Uraufführung Hampstead Theatre, London)
- Happy and Glorious (1977, Uraufführung Almost Free Theatre, London)
- Land of Hope and Glory (1978, Uraufführung Theatre Royal Stratford East)
- Stärker als Superman (1980, Uraufführung GRIPS Theater, Berlin, übersetzt in 21 Sprachen)
- Joy (1984, Opernlibretto, Komponistin: Susanne Erding. Uraufführung: Opernhaus Kiel)
- Dreams of Beating Time (1992)
- Camp Comedy (1996, veröffentlicht in "The Theatre of the Holocaust Vol.2" University of Wisconsin Press, 1999. Uraufführung Legnica, Polen September 2012. Eingeladen zum Warschauer Theatertreffen, April 2013. Gewinner XXIV Internationale Theaterfestival "Bez Granic" (Polen/Tschechien).)
- Kathedrale des Irrglaubens (2005)
- Die wahre Geschichte von Adam und Eva (2011, auch in Englisch)
- Eden's Garden (2014. Über Jan Karski und den britischen Verrat an Polen im Zweiten Weltkrieg)
- The Clearing/Die Lichtung (2019)

### Reiseführer
- Tour the Ruhr. The English Language Guide. Klartext Verlag, 4. überarbeitete und aktualisierte Auflage, Klartext Verlag, Essen 2011, ISBN 978-3-88474-815-2
- The Wupper Valley. Wuppertal, Solingen, Remscheid and the Bergisch Land. Klartext Verlag, Essen 2006, ISBN 978-3-89861-520-4
- Düsseldorf, Aachen and the Lower Rhine. The English Language Guide. Klartext Verlag, Essen 2008, ISBN 978-3-89861-892-2
- The Complete Ruhrgebiet. The English Language Guide. Klartext Verlag, Essen 2018, ISBN 978-3-8375-1876-4

### Kinderbücher
- Franz, Anna und die Zechengeister. (Illustrationen: Lajos Herpai). Klartext Verlag, Essen 1997, ISBN 978-3-88474-608-0

### Theaterwissenschaft
- Getting to Grips with children’s theatre. In: Theatre Quarterly 10, Nr. 39, 1981
- Hoping for the Unexpected: The Theatre of Peter Zadek. In: New Theatre Quarterly 1, 1985
- Illusion and Reality in the Theresienstadt Concentration Camp. In: New Theatre Quarterly 12, 1996
- Reality and Illusion in the Theresienstadt Cabaret. In: Claude Schumacher (Hg.): Staging the Holocaust. The Shoah in drama and performance, Cambridge University Press, Cambridge u. a. 1998, ISBN 978-0-521-62415-2, S. 147–168
- Singing in the Face of Death. A Study of Jewish Cabaret and Opera during the Holocaust. In: Rebecca Rovit/Alvin Goldberg (Hg.): Theatrical Performance in the Holocaust. Texts, Documents, Memoirs. Johns Hopkins University Press, Baltimore u. a. 1999, ISBN 0-8018-6167-5, S. 125–132

### Herausgeberschaft
- Europe… a Poem. Ein deutsch/englischer Katalog und Quellensammlung. Klartext Verlag, Essen 2010, ISBN 978-3-8375-0275-6

| Personendaten    | Personendaten                            |
| ---------------- | ---------------------------------------- |
| NAME             | Kift, Roy                                |
| KURZBESCHREIBUNG | britischer Schriftsteller und Übersetzer |
| GEBURTSDATUM     | 30. Januar 1943                          |
| GEBURTSORT       | Bideford, Devon                          |